# Рейнланд (линеен кораб, 1908)
Рейнланд (на немски: SMS Rheinland) е линеен кораб-дредноут на Германския императорски военноморски флот от типа „Насау“. Участва във военните действия по време на Първата световна война.

## Проект и особености на конструкцията
Линейните кораби от типа „Насау“ са първите германски линкори-дредноути, създадени в качеството на отговор на появата в състава на британския флот на родоначалника на този клас (HMS Dreadnought) и последвалите след него събратя.
Независимо от използването в качеството на главна енергетична установка на остарелите парни машини, а също и на неудачното ромбично разположение на артилерията на главния калибър, корабите се отличават с великолепна за времето си подводна защита и брониране с използването на редица от най-новите технологии за онова време. Като например, за първи път в световната практика, са използвани метални гилзи за зарядите на главния калибър.

## Строителство
Заедно с първия кораб на серията, „Позен“ („Ersatz Baden“), бъдещият „Рейнланд“ („Ersatz Sachsen“) е поръчан по бюджета за 1907 година. Поръчката за построяването му е издадена на 16 ноември 1906 г. на корабостроителницата на AG Vulcan в Щетин, залагането на кила се състои на 1 юни 1907 г. На 26 септември 1908 г. корабът е спуснат на вода, а на 30 април 1909 г. влиза в състава на флота. Строителството на кораба струва на хазната 36 916 хил. златни марки.